# Streik (1925)
Streik (russischer Originaltitel Стачка) ist ein Stummfilm des Regisseurs Sergei Eisenstein aus dem Jahr 1925. Es ist der erste längere Film Eisensteins, der noch im selben Jahr sein berühmtestes Werk, Panzerkreuzer Potemkin, drehen sollte. Wie der Filmtitel bereits andeutet, geht es um einen Arbeitskampf, der schließlich niedergeschlagen wird.

## Handlung
Die Handlung spielt in der Zarenzeit. Zu Beginn wird die Unruhe unter der Arbeiterschaft einer Fabrik angesichts geringer Löhne und schlechter Arbeitsbedingungen geschildert. Die Fabrikleitung versucht die Lage unter Kontrolle zu halten, indem sie Spione und Agenten in die Reihen der Arbeiterschaft einschleust. Nachdem sich ein des Diebstahls bezichtigter Arbeiter erhängt hat, bricht der Arbeitskampf los. Der Film fängt die Begeisterung der Arbeiter ein, die froh sind, endlich handeln zu können und nun ihre Forderungen aufstellen. Die Fabrikleitung bleibt allerdings hart, sodass den Arbeitern Hunger droht. Zudem wird die innere Einigkeit der Streikenden durch Provokateure gefährdet. Am Ende wird auf Wunsch der Fabrikleitung das Militär in Marsch gesetzt und schlägt den Streik blutig nieder.

## Kritiken und Analyse
Eisenstein setzte in Streik sein zuvor theoretisch dargestelltes Konzept der Attraktionsmontage um. Wie Panzerkreuzer Potemkin kommt auch dieser Film ohne zentralen Helden aus. Er hält sich an das Weltbild der kommunistischen Führung, findet aber eine eigene ausdrucksvolle und expressionistische Bildersprache. Später wird der Film durch den überragenden Erfolg von Panzerkreuzer Potemkin in den Schatten gestellt, doch gilt auch Streik als eigenständiges Meisterwerk.  Nach der Fernsehpremiere im ZDF am 20. Oktober 1967 – also 42 Jahre nach der Uraufführung – urteilte der Evangelische Film-Beobachter: „Für Sergej M. Eisensteins ersten Spielfilm charakteristisch sind revolutionärer Elan, kühne Einstellungen und die auf die Vermittlung von Ideen und Einsichten abzielende Montage der Kollision. Obgleich der Film die stilistische Geschlossenheit von Panzerkreuzer Potemkin noch nicht erreicht, enthält er doch alle Elemente des Meisterwerks. Sehenswert ab 16.“